# Aglais ichnusa
Aglais ichnusa е вид пеперуда от семейство Многоцветници (Nymphalidae). Видът не е застрашен от изчезване.

## Разпространение
Разпространен е в Италия (Сардиния) и Франция (Корсика).

## Описание
Популацията на вида е стабилна.